# Ceratocapnos
Ceratocapnos es un género de plantas con cinco especies descritas y solo tres aceptadas.  perteneciente a la  subfamilia fumarioideae.

## Descripción
Son plantas anuales trepadoras. Flores en racimo. Estilo articulado por debajo de la mitad, con parte superior caduca. Frutos cada racimo dimórficos; los de la parte inferior monospermos e indehiscentes; los de la parte superior con (1-) 2 semillas dehiscentes.

## Taxonomía
El género fue descrito por Michel Charles Durieu de Maisonneuve y publicado en Giornale Botanico Italiano 1: 336. 1844. La especie tipo es: Ceratocapnos heterocarpa Durieu. 

## Especies
- Ceratocapnos claviculata (L.) Lidén
- Ceratocapnos heterocarpa Durieu
- Ceratocapnos turbinata (DC.) Lidén